# Vladislav Ryzhkov
Bản mẫu:Eastern Slavic name
Vladislav Alekseyevich Ryzhkov (tiếng Nga: Владислав Алексеевич Рыжков; sinh ngày 28 tháng 2 năm 1990) là một cầu thủ bóng đá người Nga. Anh thi đấu cho F.K. Arsenal Tula.

## Sự nghiệp câu lạc bộ
Anh có màn ra mắt cho F.K. Spartak Moskva first team vào ngày 31 tháng 8 năm 2008 khi anh vào sân từ ghế dự bị khi chỉ còn 2 phút trong trận đấu với F.K. Spartak Nalchik. Anh đá chính trận tiếp theo trước F.K. Moskva vào ngày 13 tháng 9 năm 2008 và ghi một bàn thắng.

## Sự nghiệp quốc tế
Ryzhkov là một phần của U-21 Nga tham dự Vòng loại giải vô địch bóng đá U-21 châu Âu 2011.